# Dārshāhī
Dārshāhī (persiska: دارشاهی) är en ort i Iran.   Den ligger i provinsen Kohgiluyeh och Buyer Ahmad, i den centrala delen av landet, 500 km söder om huvudstaden Teheran. Dārshāhī ligger 1 618 meter över havet och antalet invånare är 841.
Terrängen runt Dārshāhī är huvudsakligen kuperad, men åt nordost är den bergig. Dārshāhī ligger nere i en dal.Runt Dārshāhī är det ganska tätbefolkat, med 75 invånare per kvadratkilometer. Närmaste större samhälle är Sīsakht, 8,8 km nordost om Dārshāhī. Omgivningarna runt Dārshāhī är i huvudsak ett öppet busklandskap.